# Кхулна (область)
Кхулна (бенг. খুলনা বিভাগ) — одна из восьми областей Бангладеш. Находится на юго-западе страны. Население — 15 687 759 человек (2011). Столица — город Кхулна.

## География
Граничит с областями: Раджшахи на севере, Дакка на северо-востоке, Барисал на востоке и с штатом Западная Бенгалия (Индия) на западе. Область включает в себя часть дельты реки Ганг. Из остальных рек можно отметить Мадхумати, Мадхоп и Коротоко. Также имеются несколько островов в Бенгальском заливе.

## Округа
- Багерхат
- Дженайда
- Джессор
- Куштия
- Кхулна
- Магура
- Мехерпур
- Нарайл
- Саткхира
- Чуаданга